# Grotte des Fées (Châtelperron)

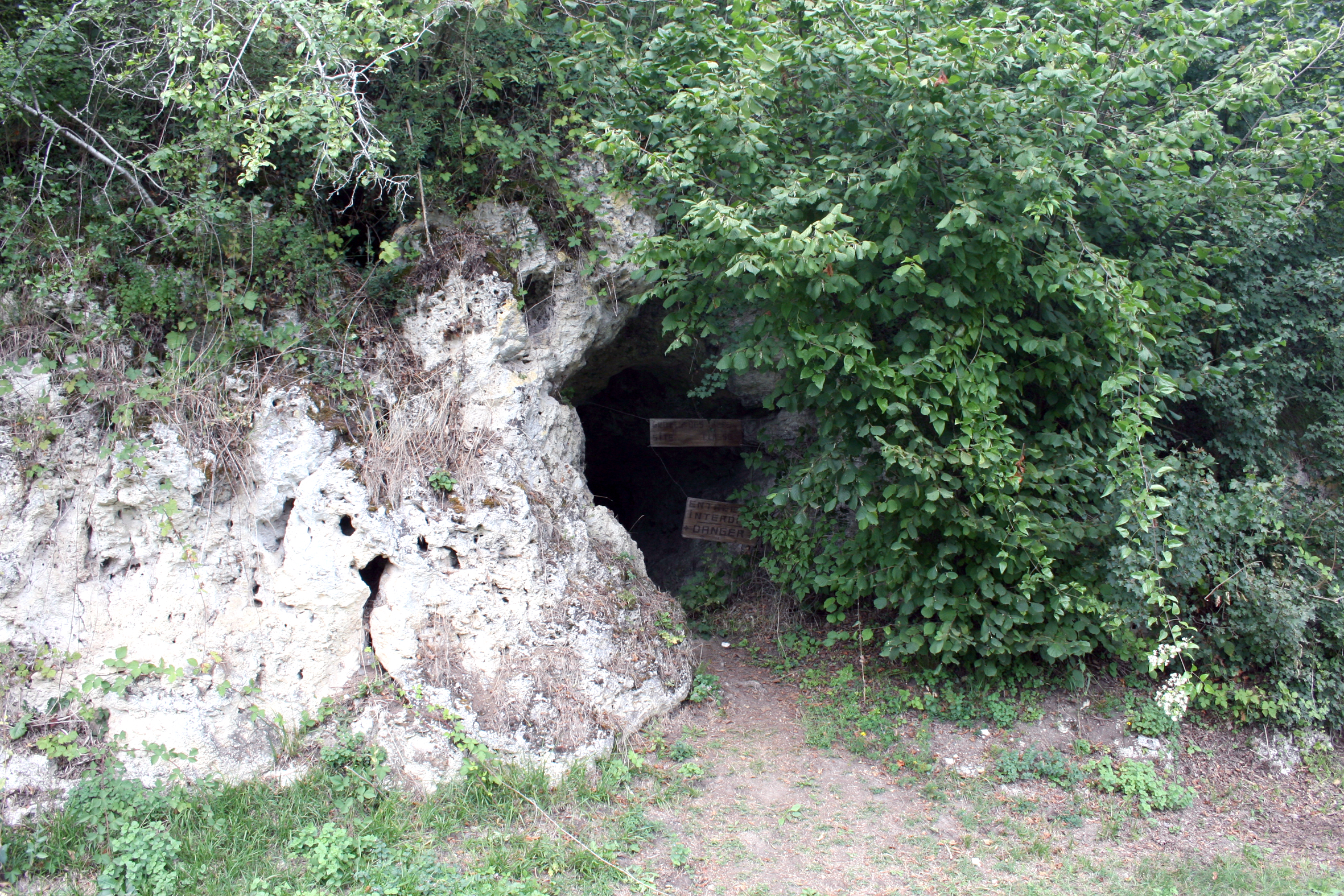
Grotte des Fees

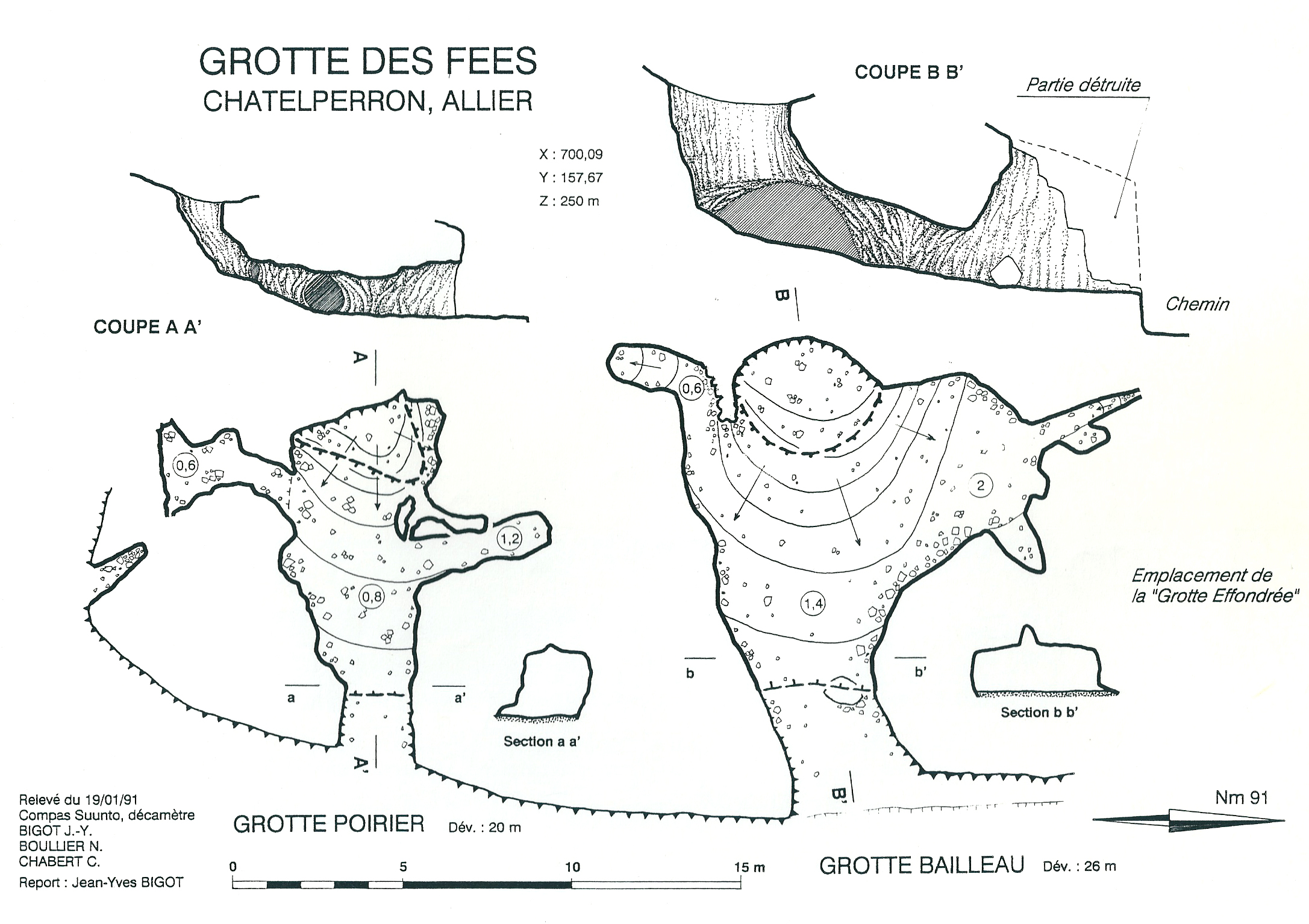
Grotte des Fees

Die Grotte des Fees (deutsch „Höhle der Feen“ – auch Boîte, Bauma de las Fadas oder Caves aux Fées genannt) liegt etwa einen Kilometer nördlich des Dorfes Châtelperron, am linken Ufer des Baches Graveron im Département Allier in Frankreich. Der Ort ist namengebend für das Châtelperronien, eine Kultur am Übergang vom Mittel- zum Jungpaläolithikum, die mittels Radiokohlenstoffdatierung auf etwa 36 000 bis 30 000 v. Chr. datiert wird. Es gibt eine Reihe Plätze mit dem Namen z. B. Grotte des Fées (Tréal) im französischen Sprachraum.
Die Höhle bestehen aus zwei getrennten Kammern, der Höhle Poirier und der Höhle Bailleau. Ursprünglich gab es eine dritte Höhle, die Höhle Effondrée, deren Überbau verschwunden ist. Die Höhle Bailleau ist etwa 26,0 m und die Höhle Poirier 20,0 m tief. Beiden Hohlräume wurden 1991 von Nicole Boullier, Jean-Yves Bigot und Claude Chabert topographiert.

## Nutzung der Höhlen
Eine erste Nutzung findet im Moustérien statt, die zweite im Châtelperronien. Die frühe historische Epoche ist durch die Entdeckung galloromanischer Objekte belegt. Im 19. Jahrhundert zog ein Straßenarbeiter in die Höhlen.
Mitte des 19. Jahrhunderts war der Eisenbahnbau im Graverontal, das Bert mit Dompierre-sur-Besbre verband, der Ansatz für die Entdeckung der Höhlen. Da die Bahntrasse auf der Höhe der Felsnase gebogen ist, führte die Verbesserung des Krümmungsradius zur Entdeckung prähistorischer Objekte vor dem Eingang der Höhlen.
Albert Poirier, verantwortlich für den Bau der Eisenbahn, war Paläontologe und grub die Höhle aus, die seinen Namen trägt.
Zwischen 1867 und 1872 grub Guillaume Bailleau die gleichnamige Höhle aus. Er fand mehrere tausend geschliffene Feuersteine und über 2,0 Meter lange Mammutstoßzähne. Die Höhle Effondrée wurde 1867 von Bailleau entdeckt, der erkannte, dass es sich um eine Höhle handelt, deren Dach eingestürzt ist. 
In den 1950er Jahren untersuchte Henri Delporte, ein Spezialist des Aurignacien, die Höhle, wo er zwei Besetzungen im Moustérien und Châtelperronien betonte. Die letzten Ausgrabungen wurden von 1951 bis 1954 und 1962 von Delporte durchgeführt, der Feuersteinmesser, Meißel, Schaber und Bohrer fand.
Die meisten Werkzeuge sind im British Museum und im Philadelphia Museum. Einige Stücke sind im Musée Anne de Beaujeu in Moulins und im Archäologischen Nationalmuseum von Saint-Germain-en-Laye ausgestellt. 
Die Ergebnisse der Ausgrabungen haben die Kontroverse über das Zusammenleben zwischen den anatomisch modernen Menschen und den Neandertalern angeheizt.
Die Höhle wurde 1949 als Monument historique eingestuft.